# C15H28
化学式C15H28（摩尔质量：208.383 g/mol）可能指：
- 卡达烷（1,6-二甲基-4-异丙基十氢萘），混合CAS号：13833-20-0
- 补身烷（英语：Drimane）（1,1,4a,5,6-五甲基十氢萘），CAS号：5951-58-6
- 佛术烷（法语：Érémophilane）（1,8a-二甲基-7-异丙基十氢萘），CAS号：3242-05-5
- 桉叶烷（1,4a-二甲基-7-异丙基十氢萘），CAS号：473-11-0
- 十五炔
  - 1-十五炔，CAS号：765-13-9

|  | 这个同类索引页列出了具有相同分子式的化学物（即同分異構體）条目。 除非您是有意链接至本页，否则应将相应条目的内部链接指向正确的条目。 |